# Leo Matiz Espinoza

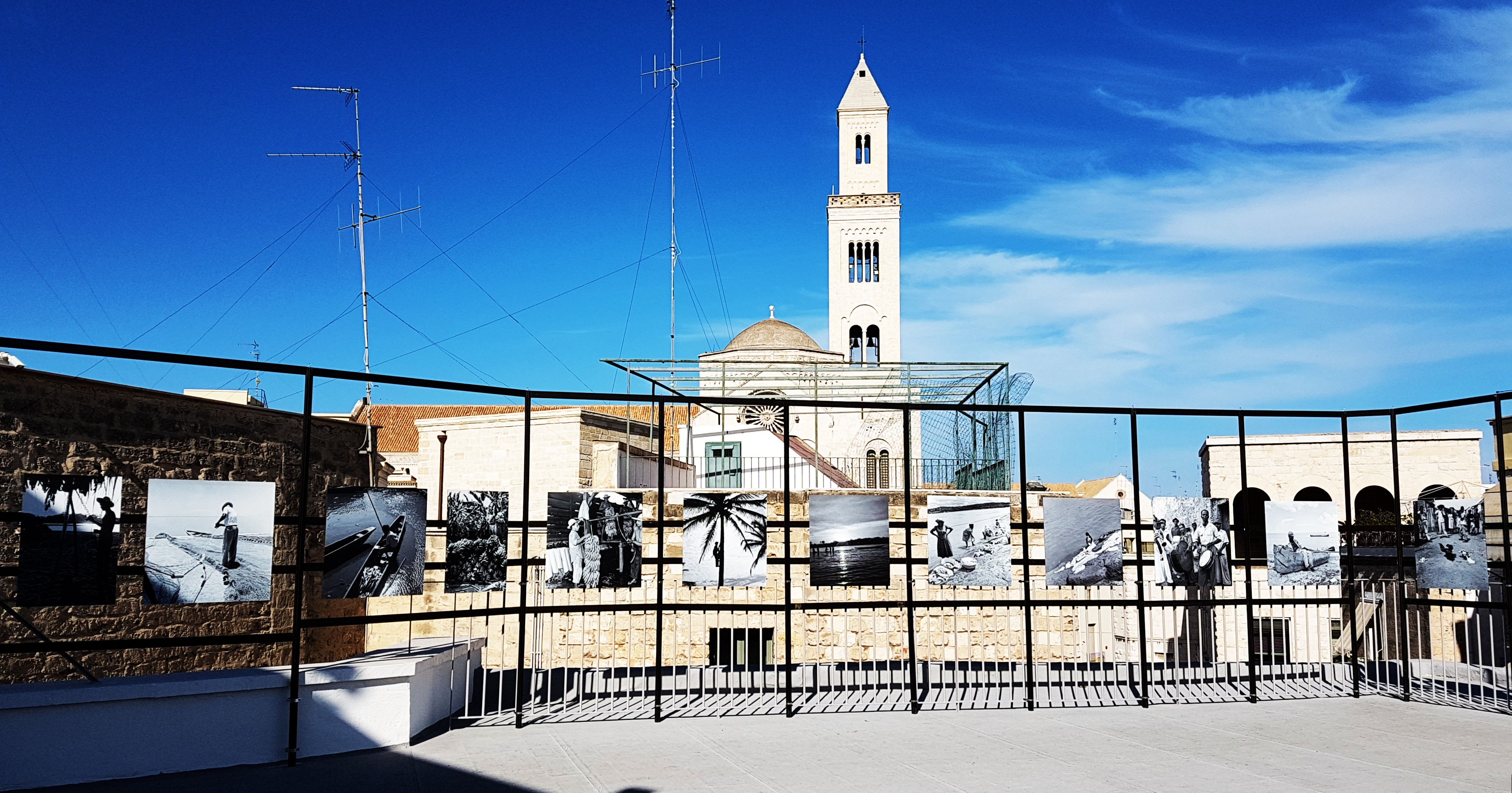
Fotografická výstava Leo Matize u katedrály San Sabino, 2017

Leonet Matiz Espinoza (1. dubna 1917 – 24. října 1998) byl kolumbijský fotograf, karikaturista, vydavatel novin, malíř a majitel galerie.

## Raný život
Matiz se narodil v malé vesnici Aracataca v departementu Magdalena v Kolumbii otci Tuliovi Matizovi a matce Evě Matizové. Jeho rodné město je také rodištěm spisovatele Gabriela Garcíi Márqueze. Matiz hodně cestoval a prodával karikatury a ilustrace, aby si vydělal na živobytí. V roce 1951 se v Matizově galerii konala první výstava kolumbijského umělce Fernanda Botera s ukázkou jeho obrazů v galerii v Bogotě.

## Kariéra
Matiz byl známý svým smyslem pro styl včetně hustých mírně dlouhých vlasů, barevných bund a gangsterského kníru. Silně se zasmál a své karikatury a kresby nosil ve složce. Byl v centru bohémského intelektualismu Bogoty, Caracasu, Mexico City a dalších center latinskoamerických metropolí.
Fotografoval Fridu Kahlo, Diego Riveru, Esther Williamsovou, Janice Logan, David Alfaro Siqueiros, první castingy Maríe Félix, Luise Buñuela, Marca Chagalla, Louise Armstronga, Álvara Mutise, Pabla Nerudy, Walta Disneyho, Enrique Santos Montejo, “Calibána”, Lucho Bermúdez, Agustín Lara, Gabriel Figueroa, Esther Fernandez, José Clemente Orozco, Mario Moreno Cantinflas a Dolores del Río. 
Byl ovlivněn mexickým filmem, geografií, architekturou, historií, muralismem a historií, stejně jako umělci Gustave Doré, George Grozt, Nadar a Guadalupe Posada. Byl fotografem pro redakce Asi, Life, Reader's Digest, Harper Magazine, Look a Norte. Měl vysoký profil a intenzivní spory s mexickým malířem Davidem Alfaro Siqueirosem. 

## Výstavy
- 2013: "Leo Matiz, Gazing at the Infinite." Kolumbijské národní muzeum, Bogotá (4. dubna 2013 – 19. května 2013)
- 2001: “Retrospective. Rare photographs from the Estate of Leo Matiz.” Kurátor James Cavello (3. května – 28. června) WESTWOOD GALLERY NYC

## Osobní život
Později v životě přišel Matiz o oko poté, co ho zloděj udeřil dřevěnou tyčí a pokusil se ukrást jeho fotoaparát a kolo. Pokračoval ve fotografování s páskou přes oko. Matiz zemřel v Bogotě v Kolumbii 24. října 1998. Byla založena nadace Leo Matiz, aby zachovala jeho odkaz. 